# György Bálint

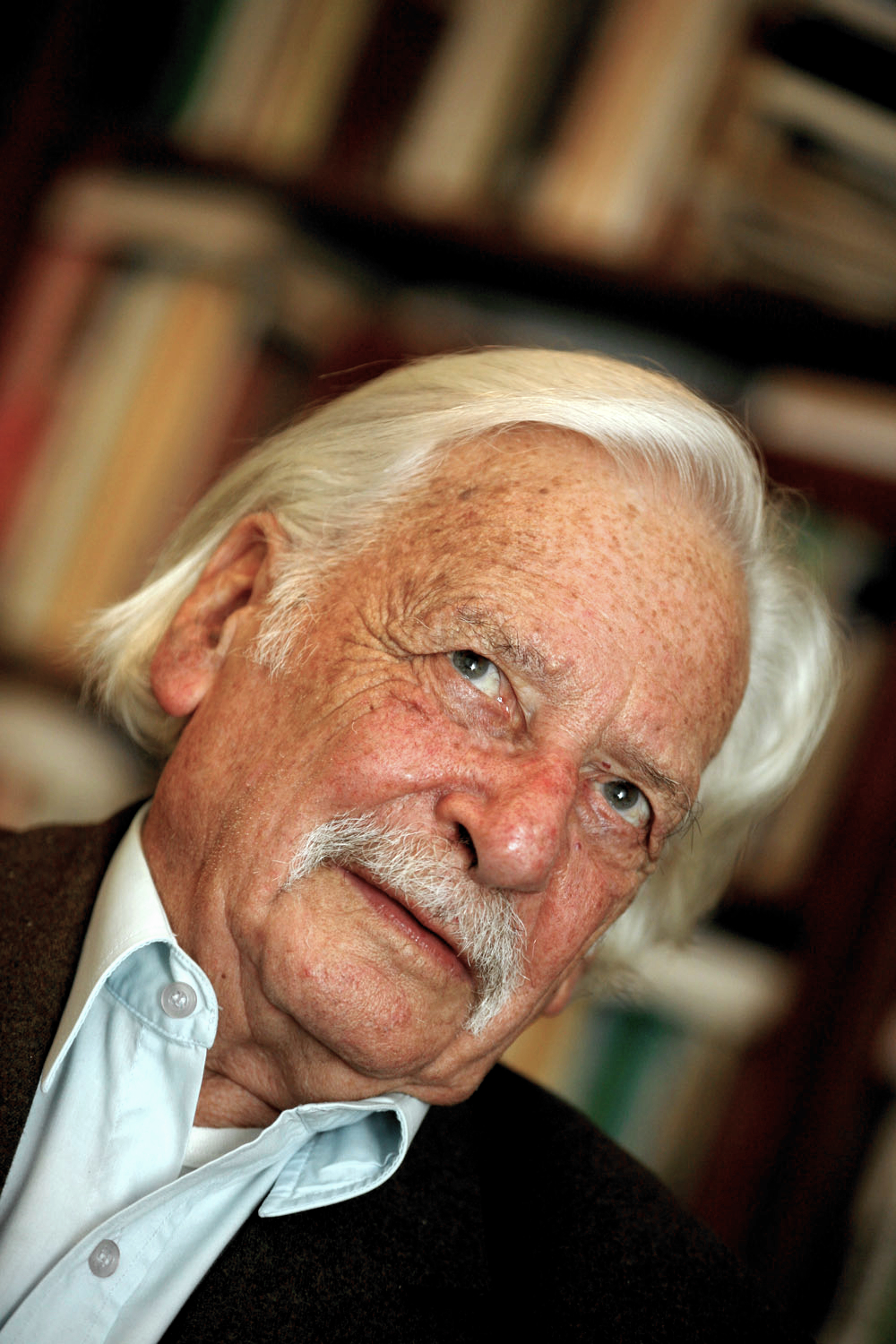
Bálint in 2009

György Bálint, geboren als György Braun (Gyöngyös, 28 juli 1919 - Kistarcsa, 21 juni 2020), was een Hongaars tuinder, Kandidaat der Landbouwwetenschappen, journalist, schrijver en politicus van Joodse afkomst.

## Biografie
Bálints ouders, Izidor Braun en Rozália Koch, waren etnische Joden en stamden af uit families met een lange landbouwtraditie. Bálint werd in 1919 geboren in het stadje Gyöngyös. Hij studeerde in 1941 af aan het ‘Koninklijk Hongaars Instituut voor Tuinbouw’.
Tijdens de Tweede Wereldoorlog werd bijna de hele familie van Bálint uitgemoord. Zijn vader overleed op 23 juni 1942 na een kort ziekbed, terwijl zijn moeder zichzelf had vergiftigd voordat de overige familieleden naar concentratiekampen werden gedeporteerd. Bálint zelf werd eerst naar Mauthausen gebracht en daarna naar het vernietigingskamp in Gunskirchen. Een dag voor de bevrijding van het kamp, lukte het Bálint om samen met twee vrienden te ontsnappen. Hij woog slechts 42 kilo toen hij in Wels (Oostenrijk) werd aangetroffen door een Amerikaans militair konvooi.

### Politieke carrière
Op 1 juni 1994 trad Bálint toe tot de Alliantie van Vrije Democraten (afgekort: SZDSZ). Hij was van 1994 tot 1998 lid van het Hongaars parlement namens de Landbouwcommissie. Hij verliet de SZDSZ in 2009 en nam in hetzelfde jaar als lid deel aan de oprichting van de SZPE.

### Overlijden
Bálint stierf op 21 juni 2020 op 100-jarige leeftijd aan de gevolgen van COVID-19.
- International Standard Name Identifier: 0000 0000 7905 049X
- Library of Congress Control Number: n96022721
- Système universitaire de documentation: 245195467
- Virtual International Authority File: 6655954
- WorldCat: E39PBJxCBvKBQH64r6fTQ7MMfq